# Rincón de Loix

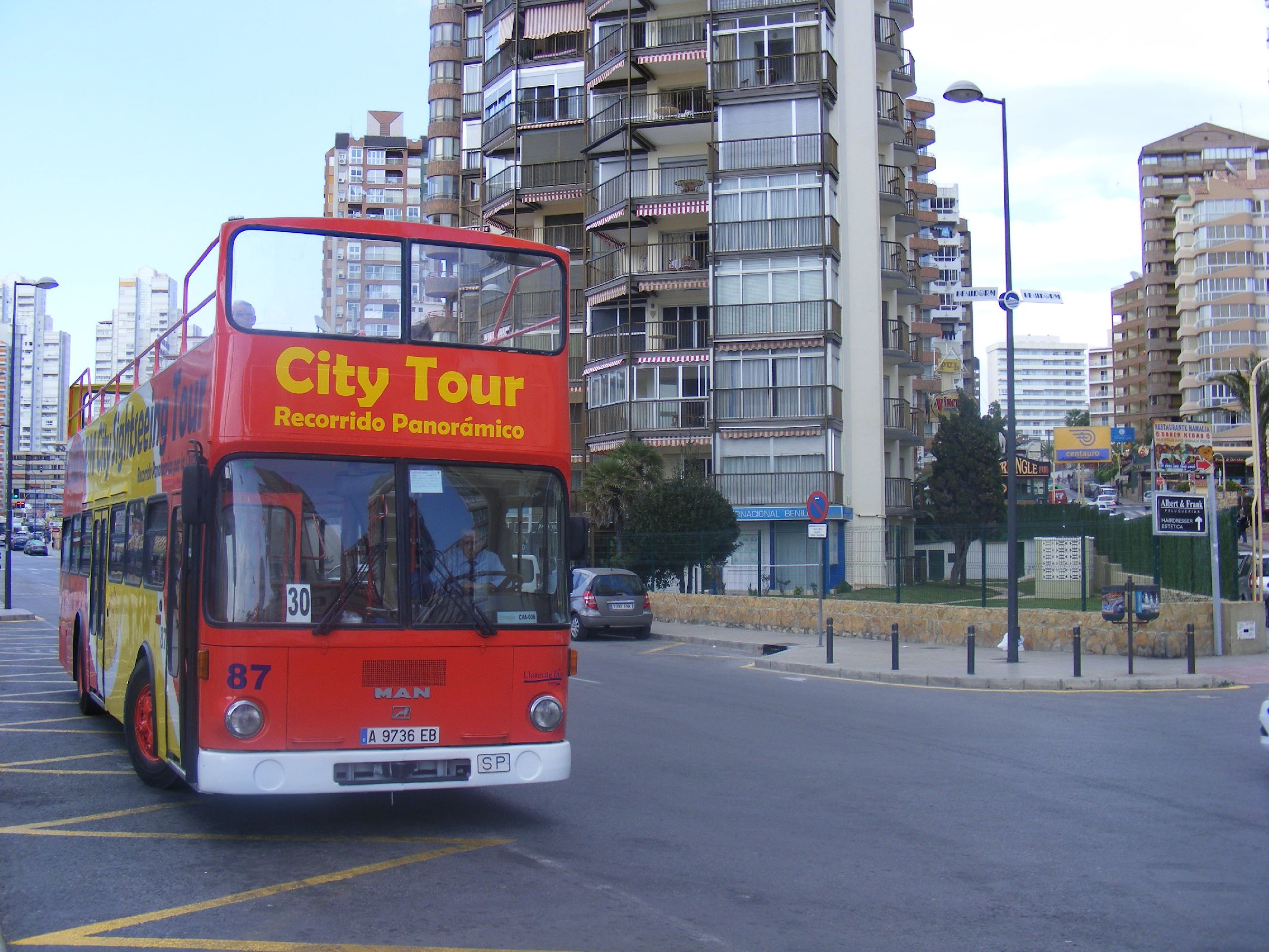
Vista del Rincón de Loix

El Rincón de Loix (en valenciano, Racó de l'Oix [raˈko ðe ˈlɔjʃ]) es un barrio ubicado en la zona este de la ciudad española de Benidorm, en la provincia de Alicante, Comunidad Valenciana. Es el barrio más extenso de la ciudad y donde se concentra el mayor número de edificaciones de gran altura. 
Durante la mayor parte del año suele gozar de un carácter cosmopolita y festivo. También son reseñables las fechas de verano y Semana Santa debido a la transformación y animación propia de sus calles. 
Aparte, y también durante la época estival, la población llega a triplicarse gracias al turismo.

## Etimología
Aunque actualmente no queda ningún resto de la razón de ser del topónimo, se piensa que en este lugar se embalsaban las aguas de los temporales. Se formaban pequeños estanques que se calentaban y producían oix (asco, náuseas en valenciano)

## Características
Debido a la extensión del barrio, éste se suele dividir de manera informal en varias zonas:
- Avenida Mediterráneo: (La parte final de la Av. Mediterráneo)
- Rincón de Loix-playa: (La parte final de la playa de Levante)
- Avenida Ametlla de mar: (La avenida y las calles que la cruzan)
- Avenida Europa: (El barrio comienza a partir de esta avenida)
- Severo Ochoa: (Zona de viviendas bajas)
- Ciudad Antena-Playmon: (Situada en las faldas de la montaña).
- Aqualandia: (Urbanizaciones de adosados con pronunciadas cuestas)
- Zona guiri: (Lugar donde se concentran la mayoría de comercios británicos y las zonas de ocio extranjero)